# Essex-Est (ancienne circonscription fédérale)
Pour les articles homonymes, voir Essex-Est.
Essex-Est fut une circonscription électorale fédérale de l'Ontario, représentée de 1925 à 1968.
La circonscription d'Essex-Est et d'Essex-Ouest a été créée en 1924 lors de la division de la circonscription d'Essex-Nord et d'une partie d'Essex-Sud. Abolie en 1966, elle fut redistribuée parmi Essex, Windsor-Ouest et Windsor—Walkerville.

## Géographie
En 1924, la circonscription de Essex-Est comprenait:
- Les villes de Ford City et de Walkerville
- Les villages de Riverside et de Tecumseh
- Les cantons de Maidstone, Rochester et Tillbury North et West
- La ville de Tillbury dans le comté de Kent

## Députés
1. 1925-1926 — Raymond Ducharme Morand, CON
2. 1926-1930 — Edmond George Odette, PLC
3. 1930-1935 — Raymond D. Morand, CON
4. 1935-1969 — Paul Martin (père), PLC

- CON = Parti conservateur du Canada (ancien)
- PLC = Parti libéral du Canada